# Smilax zeylanica
Smilax zeylanica är en enhjärtbladig växtart som beskrevs av Carl von Linné. Smilax zeylanica ingår i släktet Smilax och familjen Smilacaceae. Inga underarter finns listade.

## Bildgalleri

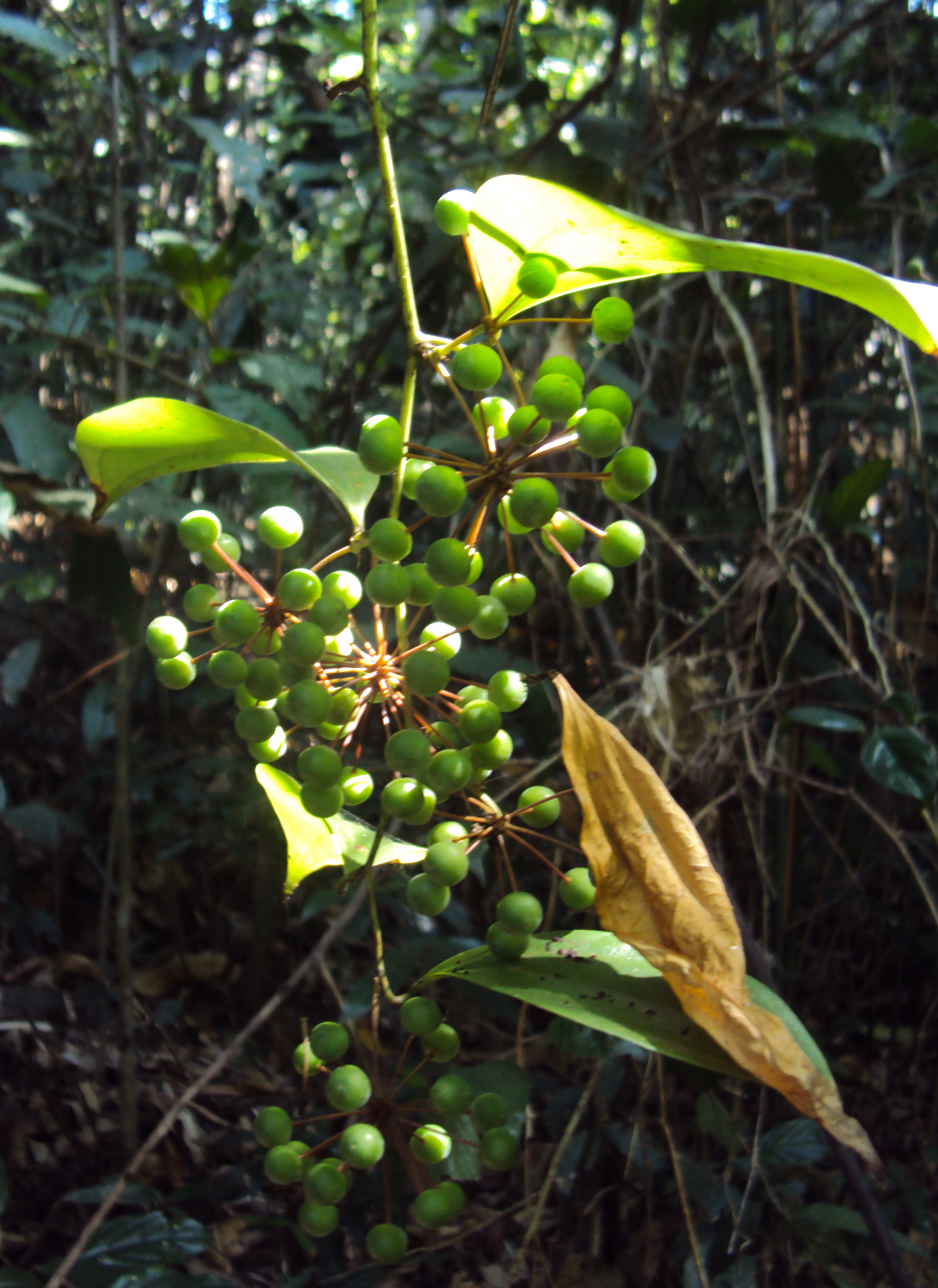
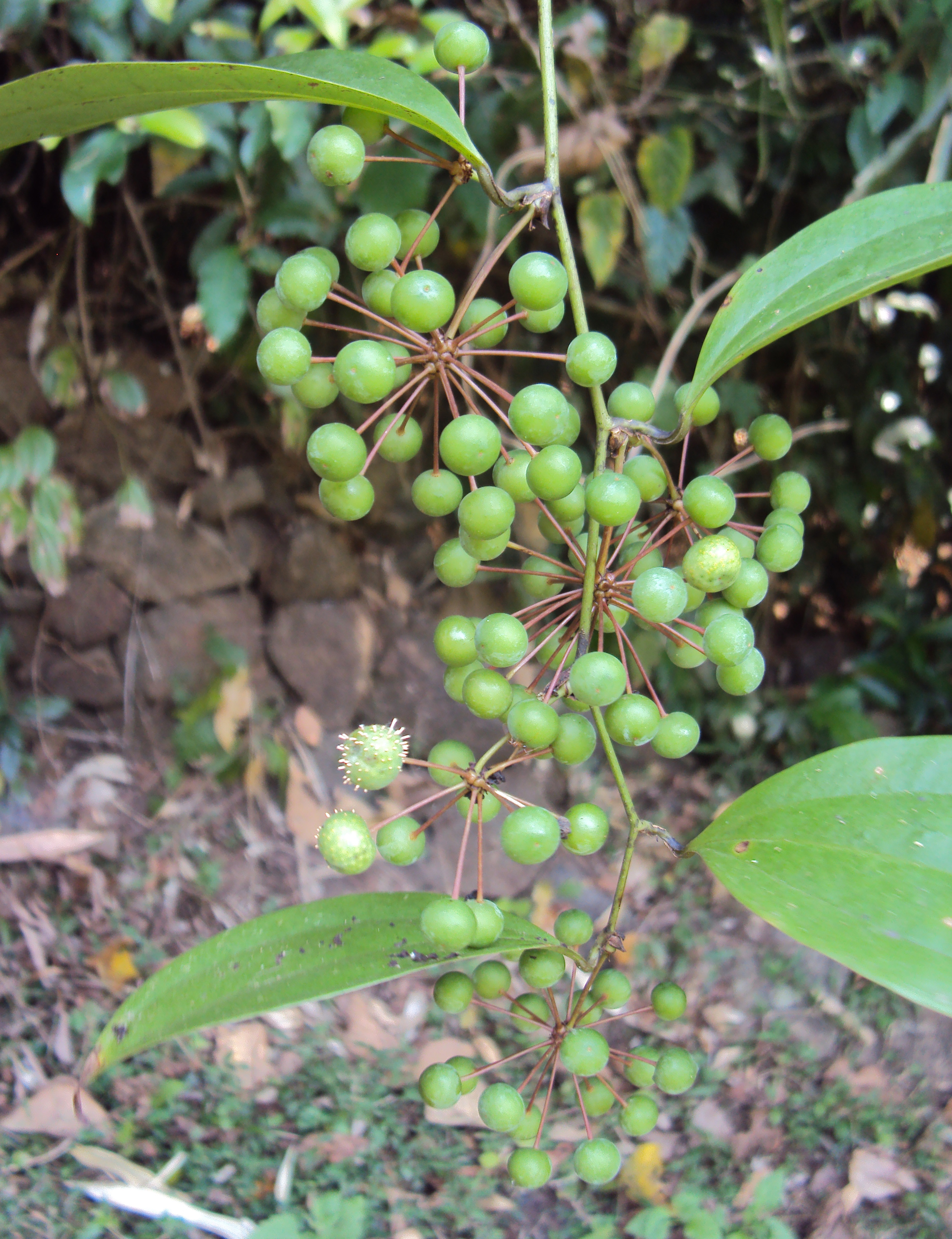
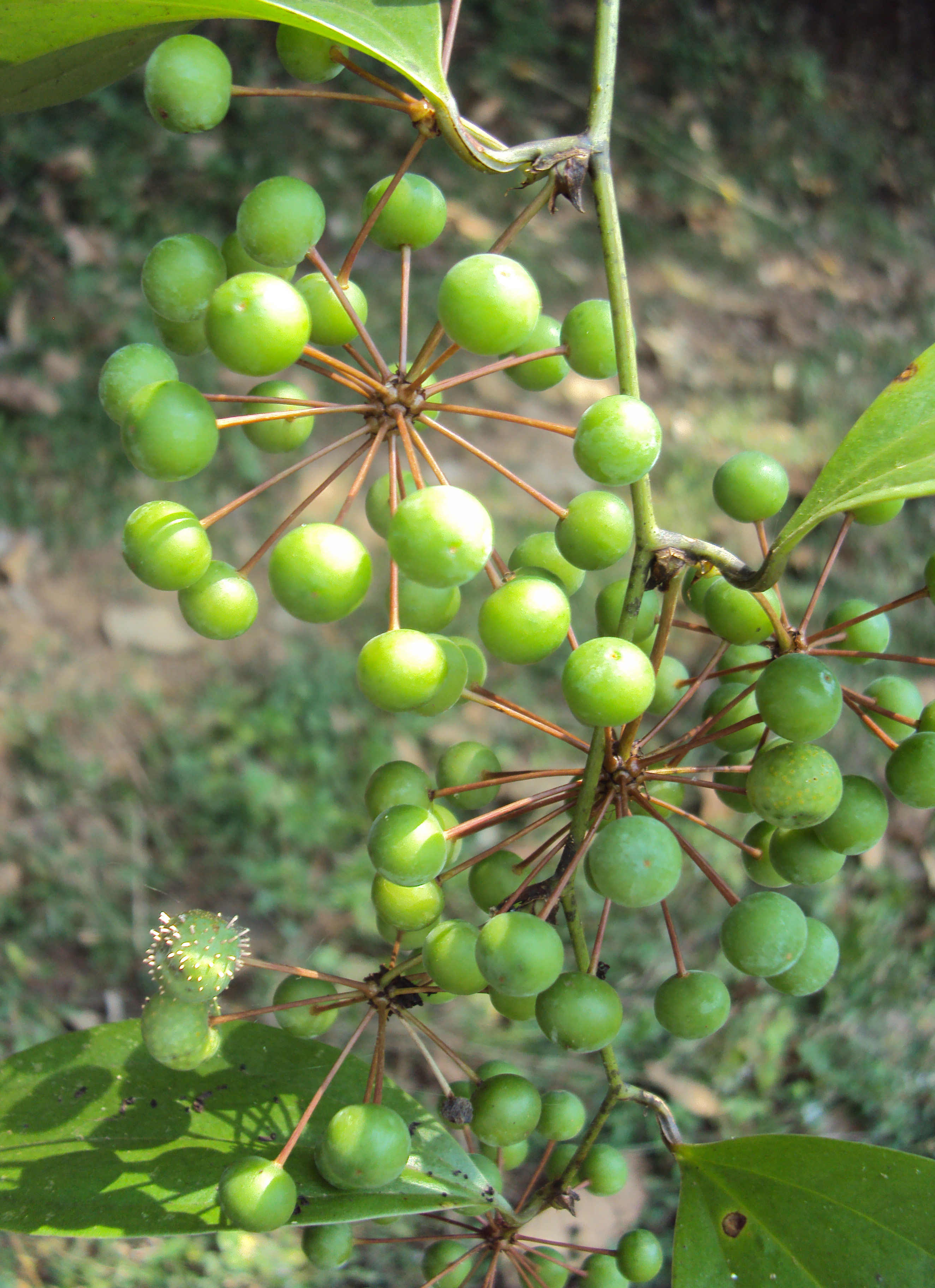
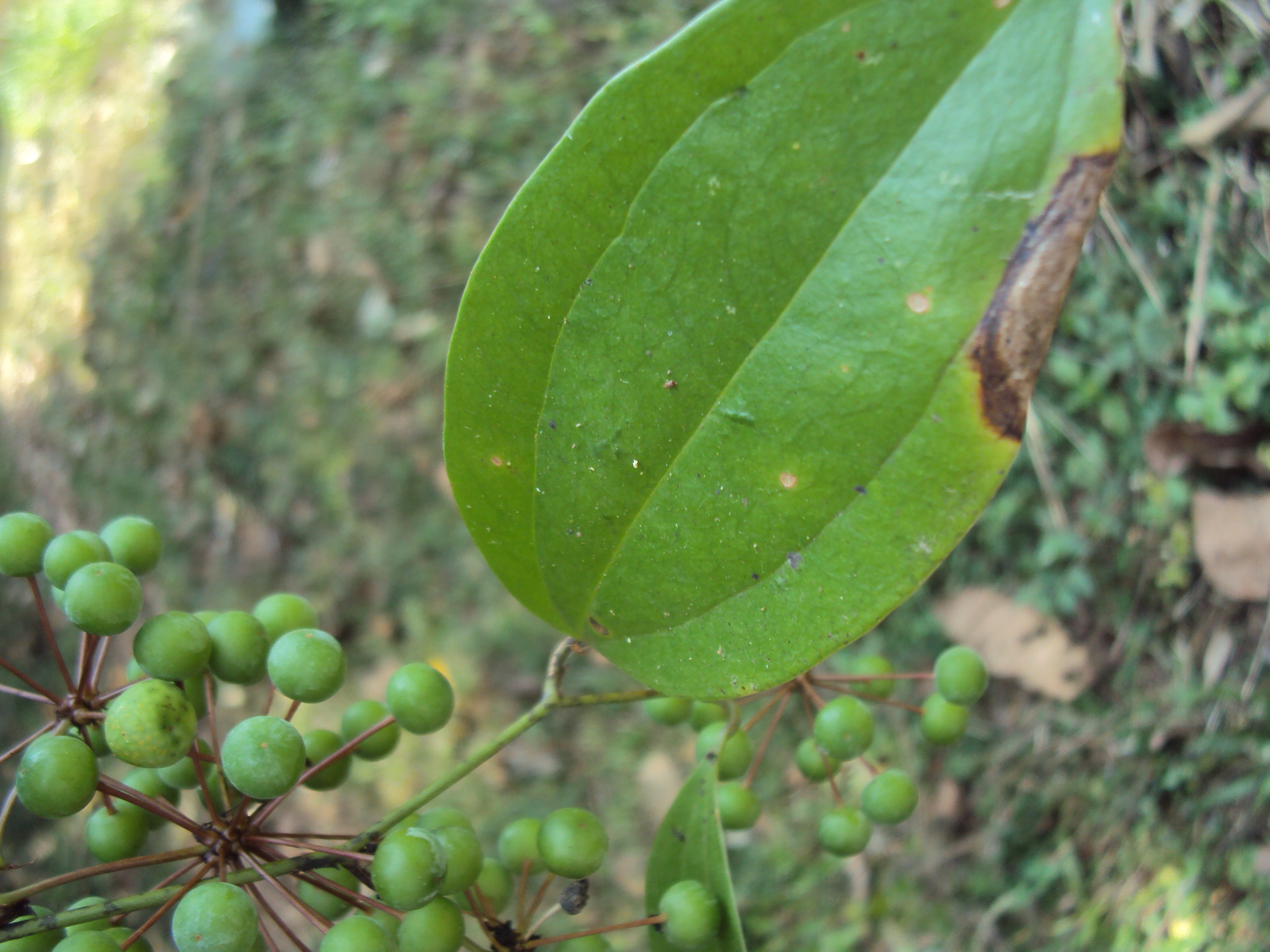
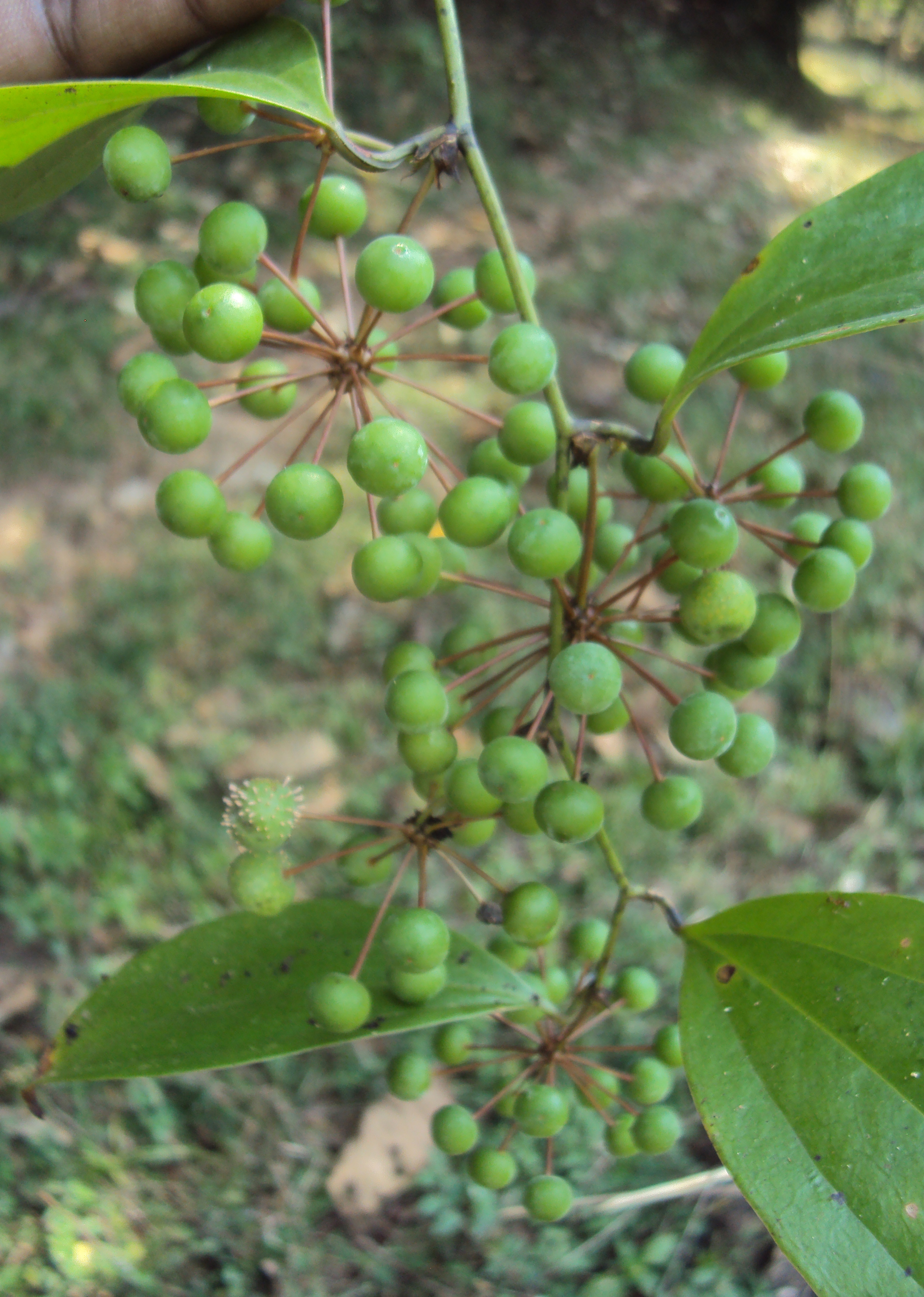
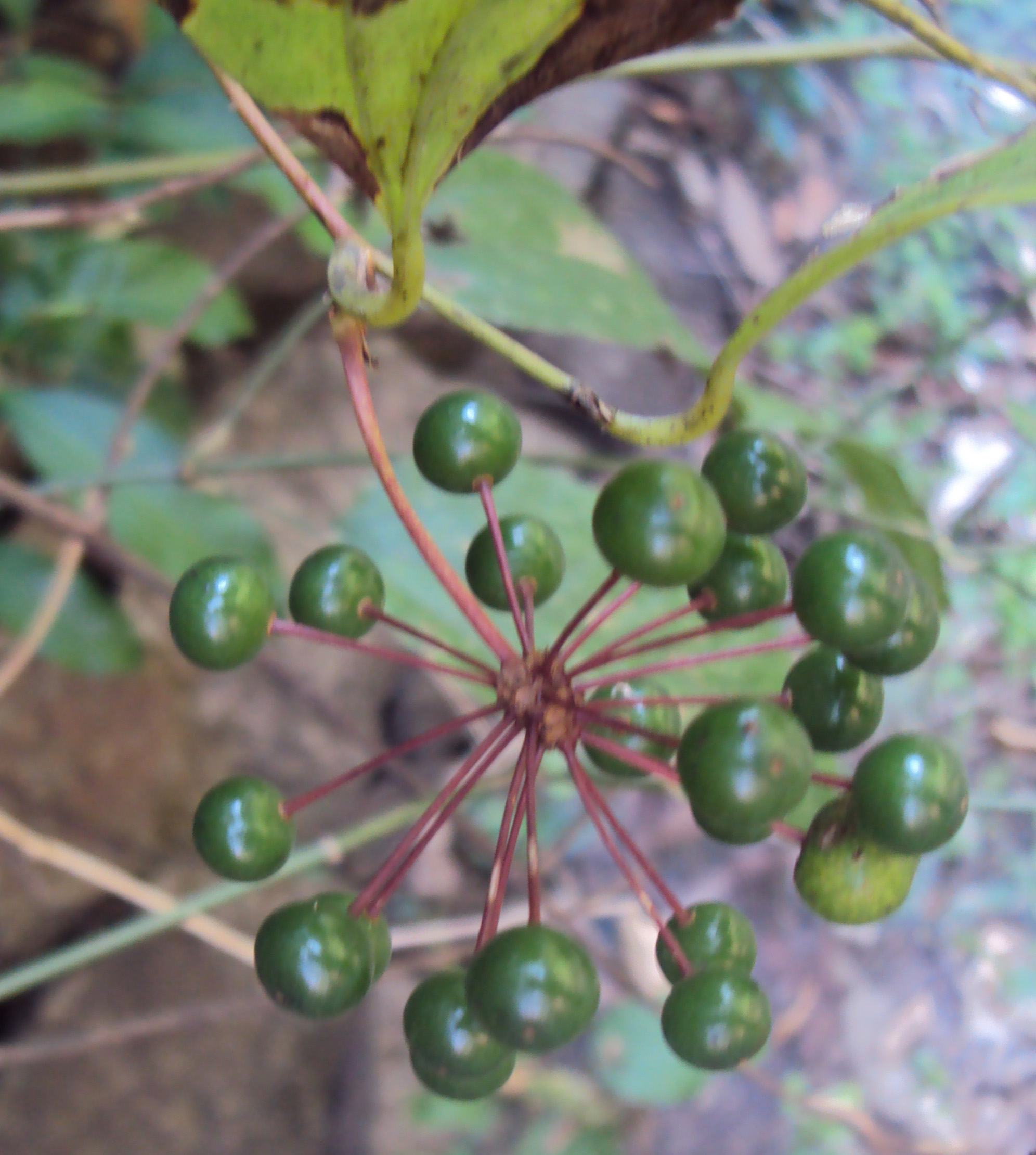